# Pescaria Brava
Pescaria Brava es un municipio brasileño del estado de Santa Catarina. Tiene una población estimada al 2021 de 10 225 habitantes.

## Etimología
Existen varias versiones de cómo surgió el nombre "Pesca salvaje", una de ellas es que sus primeros habitantes eran fuertes y valientes a la hora de pescar la mar y el viento violento de la época en las lagunas de la localidad. Otra es que en los mercados pesqueros siempre acababan en peleas a la hora de repartir el pescado.

## Historia
Antes de la colonización, el lugar donde se ubica el municipio fue habitado por pueblos concheros. Estos crearon gigantescos conchales los cuales están entre los más grandes de Brasil y del mundo. Posteriormente, el territorio fue ocupado por los carios.
La actual ciudad, fue colonizada por portugueses, alemanes, italianos, azores, entre otros. El 15 de mayo de 1857 fue elevada a distrito, y luego a Freguesia bajo el nombre de Bom Jesus do Ayuda.
Su proceso de emancipación comenzó en 1995, y el municipio finalmente se creó el 25 de octubre de 2013.

## Economía
La economía de Pescaria Brava se basa en la agricultura familiar, la ganadería y la pesca. El municipio se destaca por la producción de camarón. También hay molinos harineros, pequeñas fábricas de tejidos y muebles, además de un sector agrícola (con cultivo de yuca, frijol, maíz y arroz) y pesquero (especialmente salmonete, corvina y anchoa). También se dedica a la ganadería vacuna y lechera, porcina y avícola.